# Calliopsis subalpina
Calliopsis subalpina är en biart som beskrevs av Cockerell 1894. Calliopsis subalpina ingår i släktet Calliopsis och familjen grävbin. Inga underarter finns listade.